# تورجاو
تورجاو هي مدينة على ضفاف إلبه في شمال غرب ولاية ساكسونيا ، ألمانيا.

## معرض صور

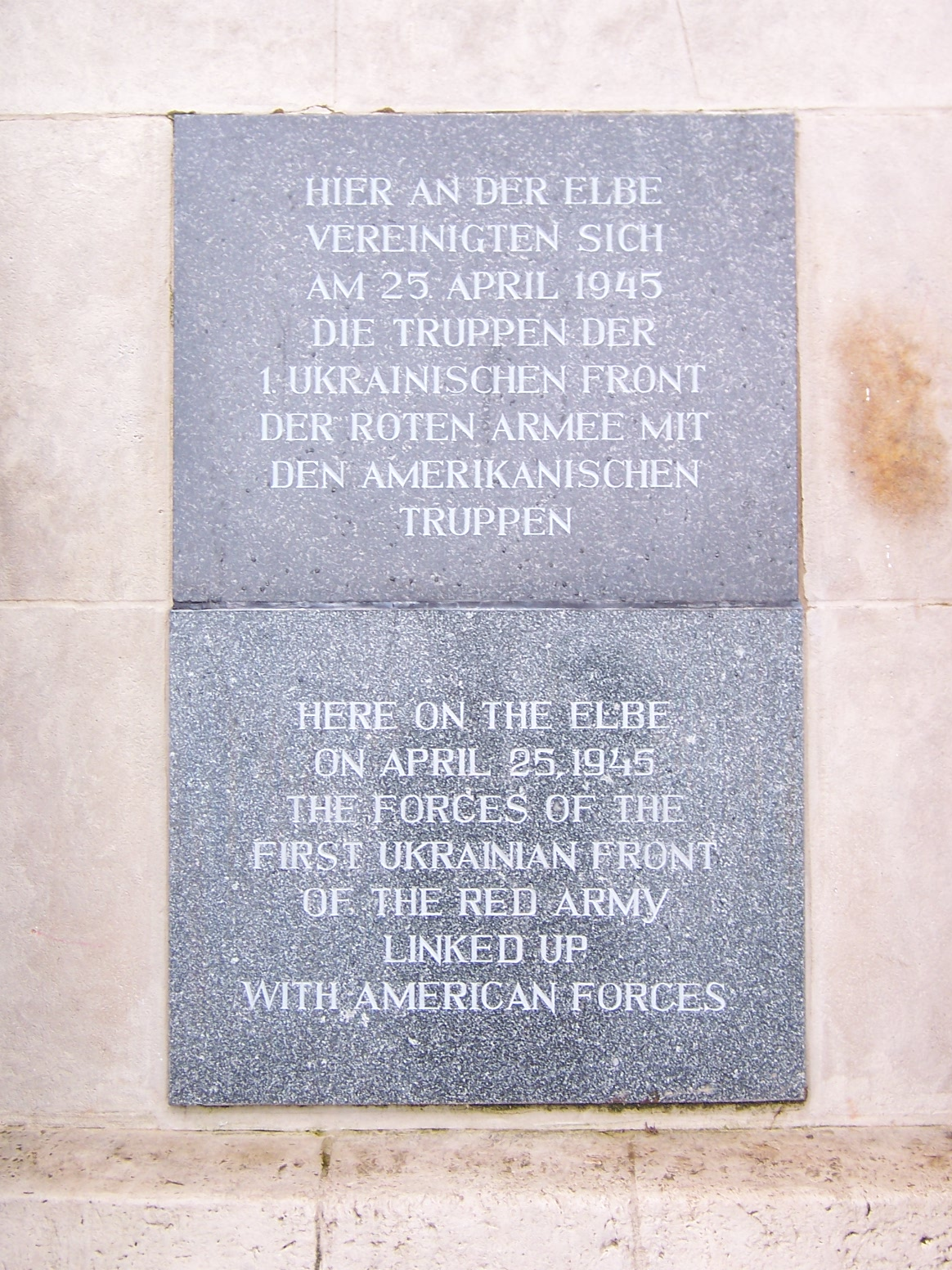
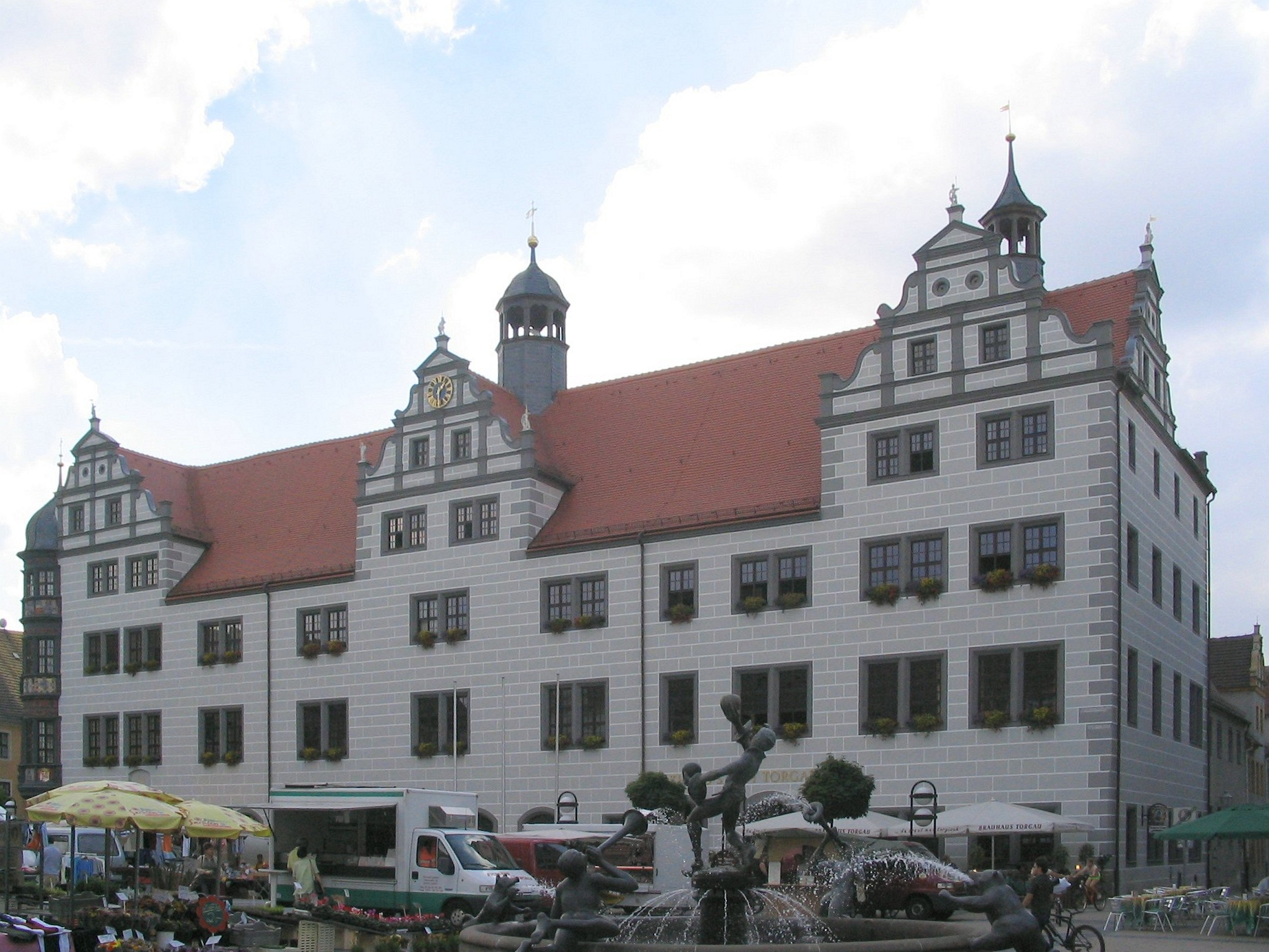
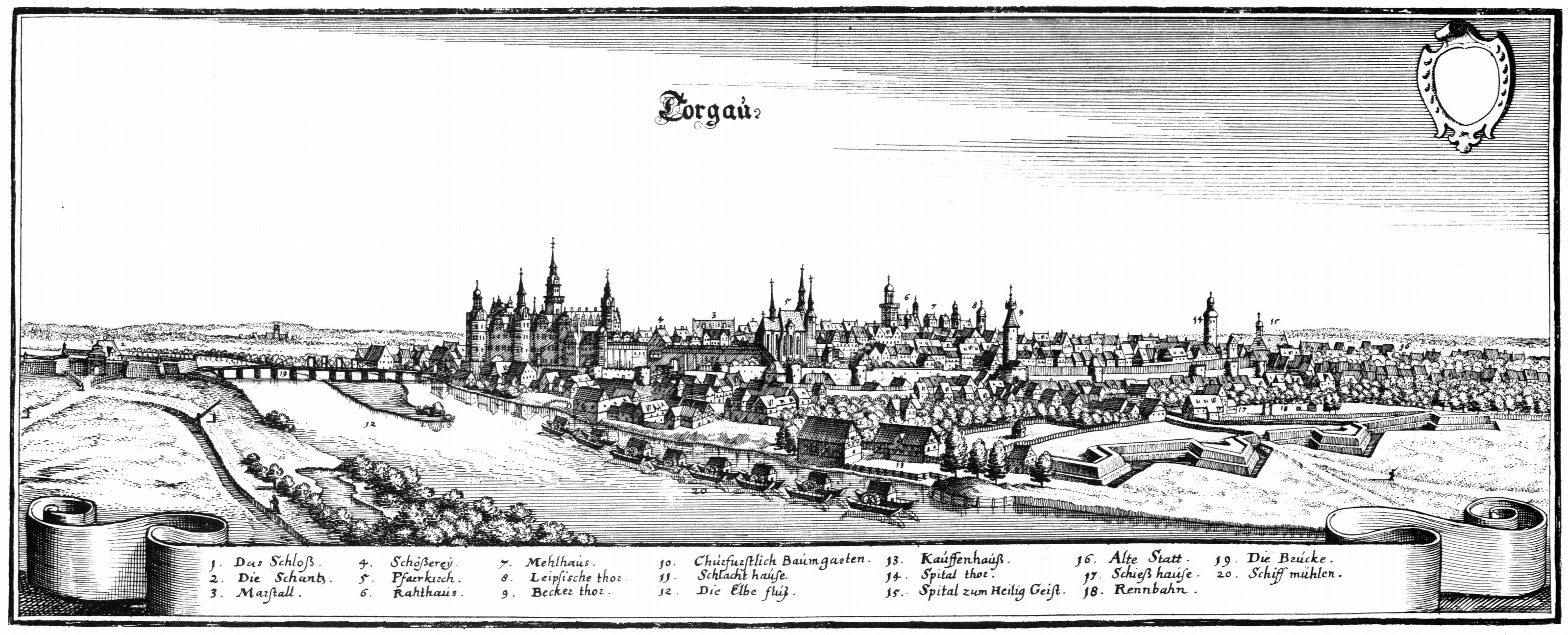
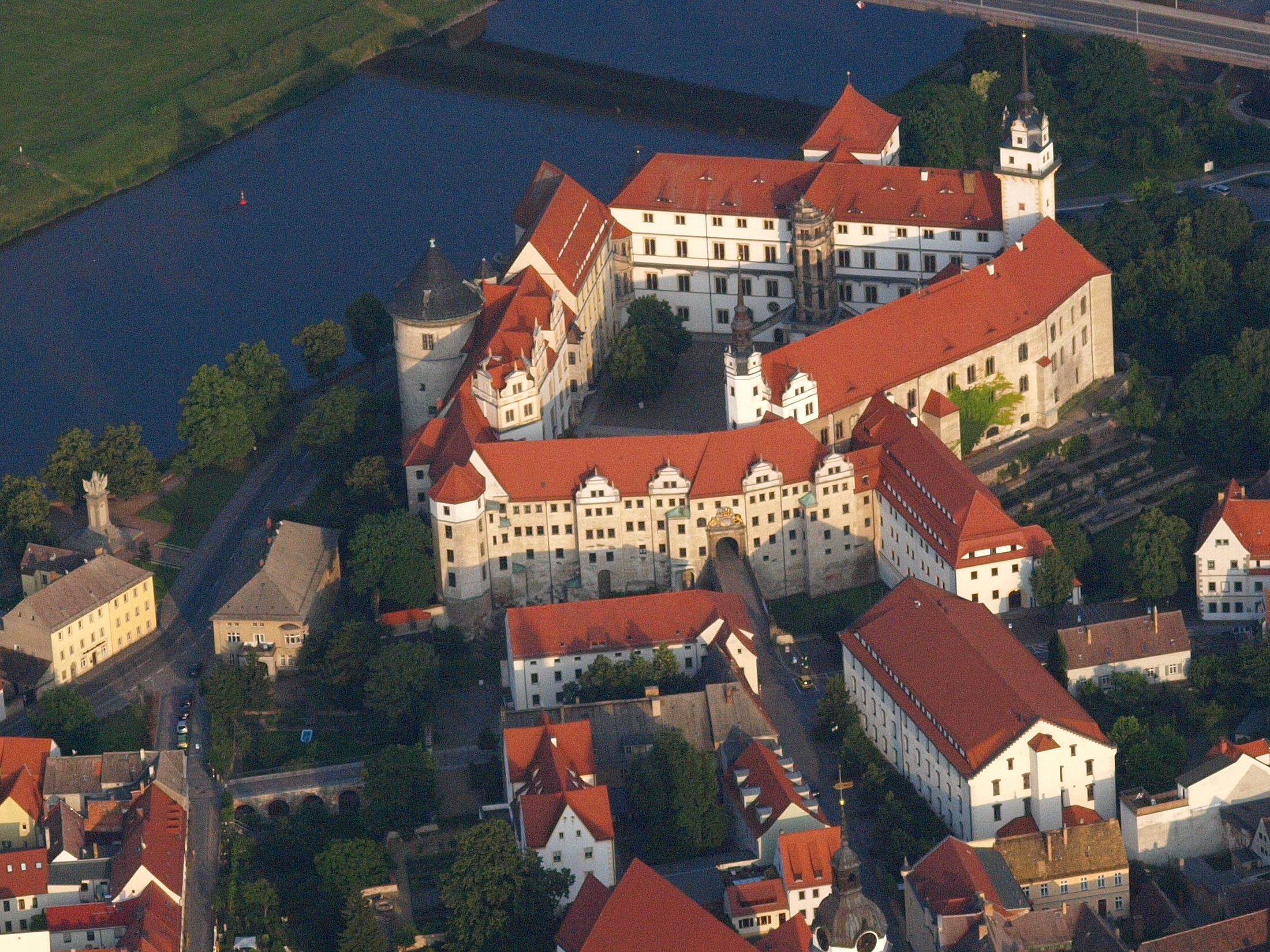
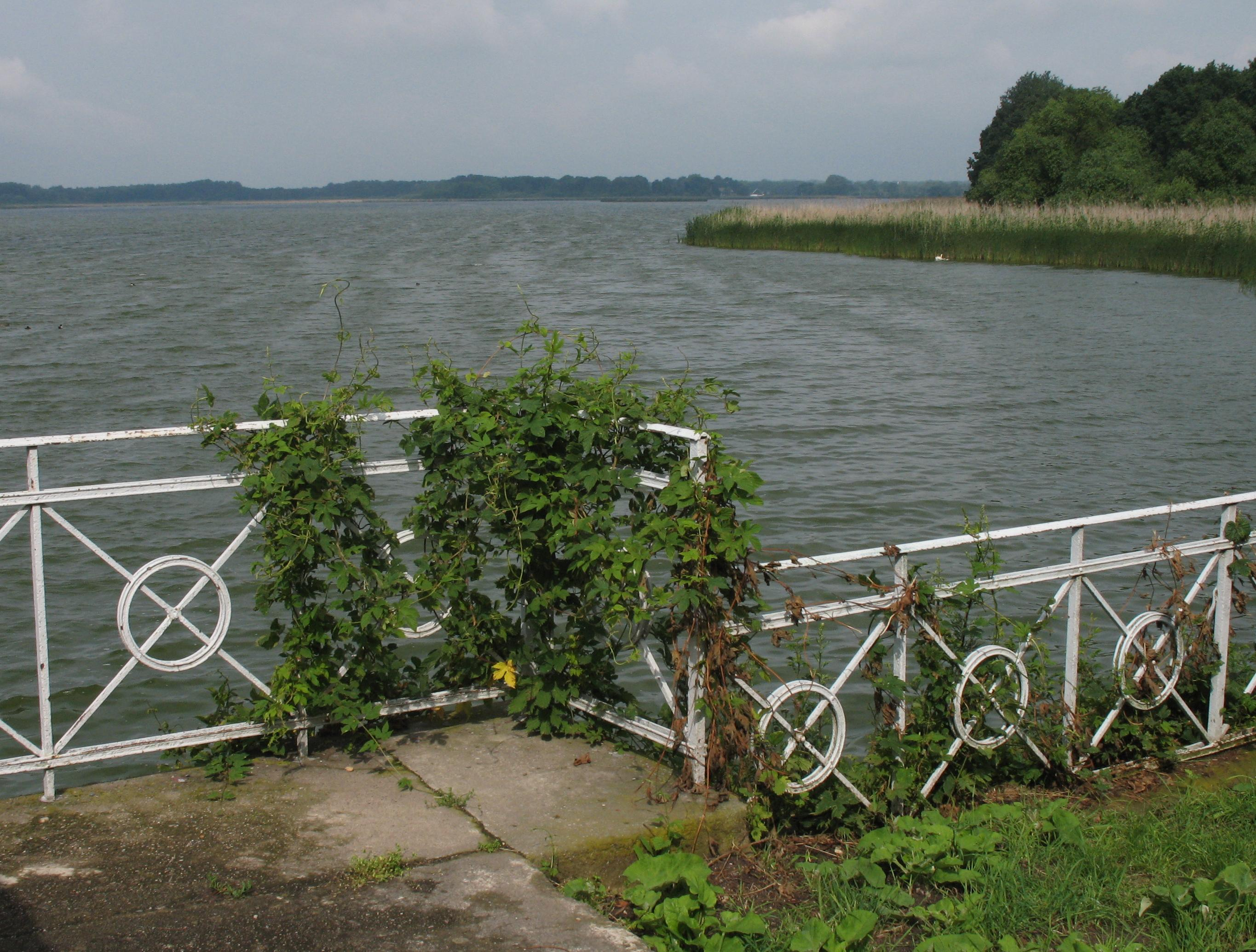

## توأمة
لتورجاو اتفاقيات توأمة مع كل من:
- Strzegom [الإنجليزية]‏ (1997 - 27 نوفمبر 2019)[4]
- زنويمو
- زيندلفينغن

## أعلام
- باول غريم
- يوهان فريدرش الثاني، دوق ساكسونيا
- يوهان والتر
- يوهان فريدرش الثالث، دوق ساكسونيا
- فريدرش دوق ساكسونيا
- أولاف مارشال
- كاترينا فون بورا
- باول شفارتز